# Eghtsahogh
Sarıbaba
Eghtsahogh (en arménien : Եղցահող, en azéri : Yextsahoğ) est une communauté rurale de la région de Chouchi, au Haut-Karabagh. Comprenant également les localités de Kanach Tala et de Tasy Verst, elle compte 165 habitants en 2005. La localité est appelée Sarıbaba par l'Azerbaïdjan et fait partie du raïon de Choucha.

## Histoire
Pendant la période soviétique, le village fait partie de l'oblast autonome du Haut-Karabagh au sein de la république socialiste soviétique d'Azerbaïdjan et est alors majoritairement peuplé d'Arméniens.
À partir de 1991, Eghtsahogh fait partie de la région de Chouchi, au sein de la république autoproclamée du Haut-Karabagh.
Le 19 septembre 2023, lors de l'attaque sur la région sécessionniste, les forces azerbaïdjanaises bombardent Eghtsahogh qui est en grande partie détruit. L'opération ne provoque pas de victimes parmi la population mais celle-ci se réfugie autour d'un camp de l'armée russe.

## Culture et patrimoine
Le village abrite un cimetière remontant au XVIIe siècle, une fontaine du XVIIIe siècle, l'église de la Sainte-Mère de Dieu (Սուրա րստաարին), des XVIIIe et XIXe siècles, et l'église Saint-Serge (Սուրմ Սարոիս) construite entre 2003 et 2006.